# Wilhelm Kube
Wilhelm Richard Paul Kube (Głogów, Silesia, 13 de noviembre de 1887-Minsk, Bielorrusia, 22 de septiembre de 1943) fue un estadista, político y militar alemán de la era de la Alemania nazi, gauleiter de Brandenburgo, comisario general para la Rusia blanca, (Bielorrusia) del Tercer Reich (1941-1943) y cofundador de los Cristianos Alemanes.

## Biografía
Nació el 13 de noviembre de 1887 en Glogau.. Estudió en el gimnasio de artes liberales y en la Universidad de Berlín, donde se graduó en 1912 con un título de historia y derecho. En 1911 se unió al Partido Social alemán. Escritor, dramaturgo. Desde 1912, periodista, editor de dos periódicos conservadores. Miembro de la Primera Guerra Mundial, y posteriormente miembro del DVFP,. En 1918 Secretario general de la rama silesia del Partido conservador alemán. En 1919-1920 fundó Bismarck Unión y Bismarck Jugend en Breslau y se convirtió en su líder. En septiembre de 1920 se mudó a Berlín. En 1920-1923, Secretario general del Partido Popular Nacional Alemán (NNNP). En 1922 fue elegido de NNNP miembro miembro del gobierno de la ciudad de Berlín. Desde el 4 de mayo de 1924, diputado del Reichstag de NNNP. Desde 1926 Miembro de la Unión Social del Pueblo (Berlín). En 1927 se unió al NSDAP, partido nazi (tarjeta del partido N° 71 682. Desde el 2 de enero de 1928, Gauleiter de Ostmark, al volver a registrarse, recibió la tarjeta de membresía N° 66. El 6 de marzo de 1933 de Gau Ostmark y Brrandeburgo formaron GauKurmark, Gaileiter nombró a Kube. Desde el 20 de mayo de 1928 Miembro del Reichstag y Landtag de Prusia, jefe de la facción NSDAP en Landtag de Prusia. Desde el 25 de marzo de 1933, Director Ejecutivo de Brandenburgo. Desde julio de 1933, asesor estatal prusiano. Desde el 18 de junio de 1933, Director Ejecutivo de la frontera Mark Posen-Prusia Occidental. El 29 de septiembre de 1933 se unió a las SS (número de identificación 114 771) y de inmediato recibió el rango de Oberfuhrer.
Después de que los nazis llegaron al poder, fue uno de los principales activistas de la llamada reforma de la iglesia luterana, llamados los "cristianos alemanes". Tomó parte como cofundador de la creación de los Cristianos Alemanes, un movimiento religioso que buscaba un alineamiento del cristianismo protestante con el nazismo. 
En 1936, estalló un escándalo sobre Kube difundiendo rumores a la esposa del presidente del Tribunal Superior del Partido Waler Buch, quién también era la suegra del diputado Führer Martin Bormann, sobre su origen supuestamente judío (lo cual no era cierto). De hecho, la intriga se dirigió contra Bormann, quién a mediados de los años 30s dirigió la purga en el aparato NSDAP e intento reemplazar a los "viejos combatientes" con sus protegidos. Además de la probada acusación falsa de un compañero de partido, el tribunal Superior del Partido ha acumulado suficientes hechos sobre las actividades corruptas de Kube y el abudo de poder. Salió de la SS el 11 de marzo y el 7 de agosto. En 1936, por decisión del Tribunal Supremo del Partido, el NSDAP fue removido del cargo de Gauletier Kurmark y el presidente de Brandenburgo y el Mark Border Posen-Prusia Occidental. A pesar de esto, siguió siendo diputado  del Reichstag, siguió siendo llamado Gauleiter y presidente en jefe y el 10 de abril de 1938 fue nuevamente elegido para el Reichstag según la "Lista del Führer". En los siguientes 4 años, además de la actividad de diputado, Kube no trabajó en ningún. En mayo-junio de 1941, varias de las mejores oportunidades laborables posibles para Kube, comenzaron a ser consideradas en la alta dirección de Hitler. La correspondencia para este tema muestra que se consideraron opciones como el curador de la Escuela Técnica Superior y la Academia de Medicina de Danzig, así como el curador de la Universidad de Koenigsberg, pero Hitler consideró que tales cargos no eran dignos del Gauleiter y deseó que Kube ciertamente fuera nombrado para un puesto de mayor respondabiidad en el Este.

### La ocupación de Bielorrusia
Después del comienzo de la Segunda Guerra Mundial, el 17 de julio de 1941, fue nombrado comisionado general de Bielorrusia (con sede en Minsk). El Comisariado General de Bielorrusia se formó como parte del Reichkommissarial Ostland, que a su vez formó parte del Ministerio Imperial creado especialmente para los Territorios Orientales Ocupados del Reichleiter Alfred Rosenberg. La llegada de Kube a este puesto estuvo marcada por la ejecución de 2278 prisioneros del gueto de Minsk. Como comisario general, siguió una política de ocupación brutal y permitió el usode la bandera blanda-roja-blanca y el escudo de armas de Pogonya en los territorios ocupados.
Su papel y el grado de su competencia siempre ha sido exagerado en la literatura histórica. Los investigadores, aparentemente fueron afectados por la magia de su posición en gran parte representativa. Sin embargo, al encontrarse en Bielorrusia con su reputación empañada como una persona desequilibrada y solo con el patrocinio de Hitler, contrario a la voluntad de todos sus futuros jefes. Se vio obligado a actuar dentro de un marco muy estricto. Se convirtió en el jefe del Distrito General, que no se había formado hasta el final, la mitad de la cual todo el período de la ocupación permaneció bajo el gobierno de los militares y las piezas se cortaron de la mitad restante a favor de Lituania o Ucrania. Las relaciones del Gauleiter con el comando Wehrmacht empeoraron de inmediato, lo que nunca consideró la competencia formal de las autoridades civiles y aplastó a docenas de propiedades agrícolas, talleres, fábricas (por ejemplo la Planta de Radio de Minsk, etc). Solo controlaba nominalmente, dentro de ciertos límites, las actividades de la policía y de la SD. Usando "poderes especiales", el departamento de Himmler tenía indudablemene un poder mayos y más real que el Gauleiter, aplicado a todas las áreas de la vida hasta la esfera social. Fuera de la jurisdicción de Kube, había oficinas de correos, ferrocarriles, servicios de carreteras, la mayoría de las organizaciones de construcción, organización Todt, las oficinas del comandante militar, etc. Solo las estructuras económicas clave que formaban parte de la administración civil estaban formalmente subordinadas a él. Todos los indicadores les fueron presentados por el aparato del Comisionado para el plan de cuatro años. Goering quién controlaba estrictamente la implementación de las tareas planificadas y no permitía ninguna iniciativa como en los asuntos de planificación y distribución. La importancia de Kube como administrador, como gernete, aumentaría considerablemente solo si ganara la campaña oriental, pero esto no estaba previsto.
La única esfera en la que Kube se sentía como un maestro soberano era la política. Y su tarea como líder que era dolorosamente consciente de su posición desfavorecida, era lograr por métodos políticos lo que sus rivales no podían lograr con los métodos de la policía militar: el "apaciguamiento" del territorio. Aquí solo había una forma: dado que es imposible proporcionar a las personas un nivel de vida digno en las condiciones de una guerra prolongada, es necesario al menos, cumplir con sus aspiraciones organizativas y culturales, por un lado no tener un carácter procomuista, sino por otro lado, la alternativa a la peligrosa influencia polaca. Siguiendo este camino usó el débil nacionalismo bielorruso (de ninguna manera comparable en su influencia, por ejemplo del nacionalismo ucraniano) e hizo todo por su crecimiento organizativo, cuantitativo e ideológico. Como administrador, no podía formar el casmina pragmático que la Wehrmacht tomó en la esfera política, es decir, el camino de una actitud indiferente a la cuestión nacional, porque inevitablemente surgió otra cuestión: el significado de la existencia de un distrito "fronterizo", "inferior", si no fuera necesario en su territorio decisiones políticas y enfoques especiales. Había muchas personas que querían dividir el distrito. Y Gauleiter hizo todo lo que estuvo en su poder para salvar a la adminisración civil en Bielorrusia y con ello su carrera como líder. No le interesaba cultivar la opinión ampliamente aceptada en os principales círculos de Alemania que los bielorrusos no son una nación independiente.
Al mismo tiempo Kube nunca fue en contra de la línea de su ministerio en sus acciones (más bien E. Kokh a menudo fue en contra de esta línea en Ucrania). Tanto Rosenberg como Loze apoyaron varias empresas de sus subordinados y de muchas maneras compartieron sus enfoques. En la táctic del limitado "liberalismo nacional" con respecto a los "pueblos conquistados" Kube no fue de ninguna manera original. Entonces Goebbels en 1942 escribió en su diario: "Personalmente creo que debemos cambiar significativamente nuestra política hacia los pueblos de Oriente. Podríamos reducir en forma importante el peligro de los partisanos si pudiéramos ganar su confianza de alguna manera... Podría ser útil organizar  gobiernos títeres en diferentes áreas para cambiar la responsabilidad de los eventos desagradables e impopulares en ellos". En junio de 1942, el SD después de analizar las actividades del Ministerio del Este en Ostland y Ucrania, concluyó que para garantizar la paz en la retaguardia del ejército alemán, era necesario tratar ala población "adecuadamente", para brindar la oportunidad de actividades culturales y el desarrollo del autogobierno local "dentro de posible y solo durante la guerra.

### Actitud hacia el genocidio judío
Kube tenías serias contradicciones con las autoridades de la SS y SD sobre el tema del exterminio de los judíos. Las agencias de seguridad insistieron en el rápido exterminio de los judíos como parte de la política en curso de una solución final a la cuestión judía. La administración civil, liderada por Kube, se opuso al exterminio masivo de judíos sin discapacidad, ya que era perjudicial para la economía de la comisaría general. Además Kube como Frank, se consideraba un maestro soberano en territorio controlado y el liderazgo de la policía local y las SS no lo tomaron en cuenta y ni siquiera le informaron de las acciones planificiadas. La indignación de Kube también fue causada por el hecho de que entre los judíos alemanes deportados al gueto de Minsk hubo muchos participantes de la Primera Guerra Mundial que lucharon en el ejército del Kaiser y obtuvieron reconocimientos.

### Muerte
En la noches del 22 de septiembre de 1943 a las 00:40 hrs, Kube fue asesinado en su mansión en la Theater de Minsk como resultado de una operación organizada por partisanos soviéticos.
La causante directa de la muerte de Gauleier fue Elena Mázanik. Trabajó como sirvienta en la casa de Kube, se conectó con el grupo partisano y colocó debajo del colchón la cama en la que dormía, una mina con un reloj. El doctor en ciencias históricas Emanuel Toffe escribió que el informe del comandante del grupo especial en la sede central y bielorrusa del movimiento partidista, el mayor Stepan Ivanovich Kazantsev, alega la muerte de Kube en una mina colocada por el prisionero del gueto de Minsk Lev Lieberman, quién trabajaba como un trabajador en el departamento de Kube. Sin embargo, esta versión es refutada por un complejo de fuentes históricas especializadas. Después de verificar las circunstancias de la operación el 29 de octubre de 1943, Yelena Mazanik (junto con María Osipova y Nadezhda Troyan recibieron el título de Héroe de la Unión Soviética.
Al enterarse de la muerte de Kube, Himmler dijo: "Esto es solo felicidad para la patria".
Como respuesta a su asesinato, 300 prisioneros de una prisión de Minsk fueron fusilados el mismo día. El gruppenführer de las SS Kurt Von Gottberg fue nombrado y ocupó el puesto vacante.
De manera póstuma el 27 de septiembre de 1943 Kube recibió la Cruz de Caballero por el servicio militar con espadas. se declaró el luto en Alemania, se organizó un magnífico funeral. Fue enterrado en el cementerio Lankwitz en Berlín.
Su esposa Anita murió en Alemania a la edad de 98 años en un hogar para ancianos. Escribió un libro sobre su esposo.